# 森みさ
森 みさ（もり みさ、1931年〈昭和6年〉11月28日 - ）は、日本の翻訳家。森 ミサとも表記され、本名は森田 瑠美（もりた るみ）。森田瑠美名義の翻訳作品もある。日本脚本家連盟に加盟。秋田県出身。慶應義塾大学卒業。
多くの映像作品で字幕や吹き替え翻訳を担当。特に東北新社制作の吹き替えを中心に活躍し、代表作に『大草原の小さな家』『サウンド・オブ・ミュージック』などがある。
森の訳は後進の映像翻訳家にも影響を与えており、教材として使われることもある。

## 主な翻訳作品

### 吹き替え

#### 映画
- 愛と追憶の日々
- 愛と哀しみの果て（1989年4月21日、日本テレビ『金曜ロードショー』）
- 哀愁 - 東京12ch版
- 荒馬と女
- いつも心に太陽を
- 怒りの葡萄
- 噂の二人
- 男と女
- カサブランカ（NETテレビ版）
- キー・ラーゴ
- 奇跡の人
- 巨象の道
- グーニーズ - TBS版
- クリクリのいた夏 - NHK-BS2版
- 黒衣の花嫁
- 心の旅 - ソフト版
- サウンド・オブ・ミュージック
- サンタクロース - テレビ朝日版
- スタンド・バイ・ミー - フジテレビ版、VHS・DVD版
- 卒業 - テレビ東京版
- 太陽がいっぱい - 日本テレビ版、テレビ朝日版
- チップス先生さようなら
- 野にかける白い馬のように
- ピクニック
- ファール・プレイ
- ベイブ - 日本テレビ版
- ベイブ/都会へ行く - 日本テレビ版
- 別離
- マーティ
- マイ・フェア・レディ
- 夢の渚
- 旅情
- レナードの朝 - ソフト版、日本テレビ版
- ローマの休日 - フジテレビ版2、日本テレビ版1
- ロビンとマリアン
- ロミオとジュリエット - テレビ朝日版
- ワイオミングの緑草
- 私は告白する - NHK版

### ドラマ
- 宇宙大作戦（1972年～1974年フジテレビ）シーズン2,3、※森田瑠美名義
- ケインとアベル（1986年テレビ朝日）※森田瑠美名義
- 戦争の嵐（1983年テレビ朝日）
- 大草原の小さな家 （1975年～1982年NHK）※主題歌の作詞も担当。

### アニメーション
- 宇宙家族ジェットソン
- シンデレラ

### 字幕
- 足ながおじさん
- 風と共に去りぬ
- 勝手にしやがれ
- 悲しみは空の彼方に
- この愛の行方
- サウンド・オブ・ミュージック - ソフト版
- サマーストーリー
- 追想
- 天地創造
- 何という行き方!
- 美女と野獣
- ブルーウォーターで乾杯
- ミス・アリゾナ
- 郵便配達は二度ベルを鳴らす

### 書籍
『地上最強の美女バイオニックジェミー』シリーズ
- 『地上最強の美女バイオニックジェミー (4)：エンゼル・エスコート作戦』（ケネス・ジョンソン著、三笠書房、ミカサ・ノベルズ） 1977.7
- 『地上最強の美女バイオニックジェミー (6)：ジェミーの顔をもつ女』（ジェイムズ・パトリオット（英語版）著、三笠書房、ミカサ・ノベルズ） 1978